# Австралийско-японские отношения

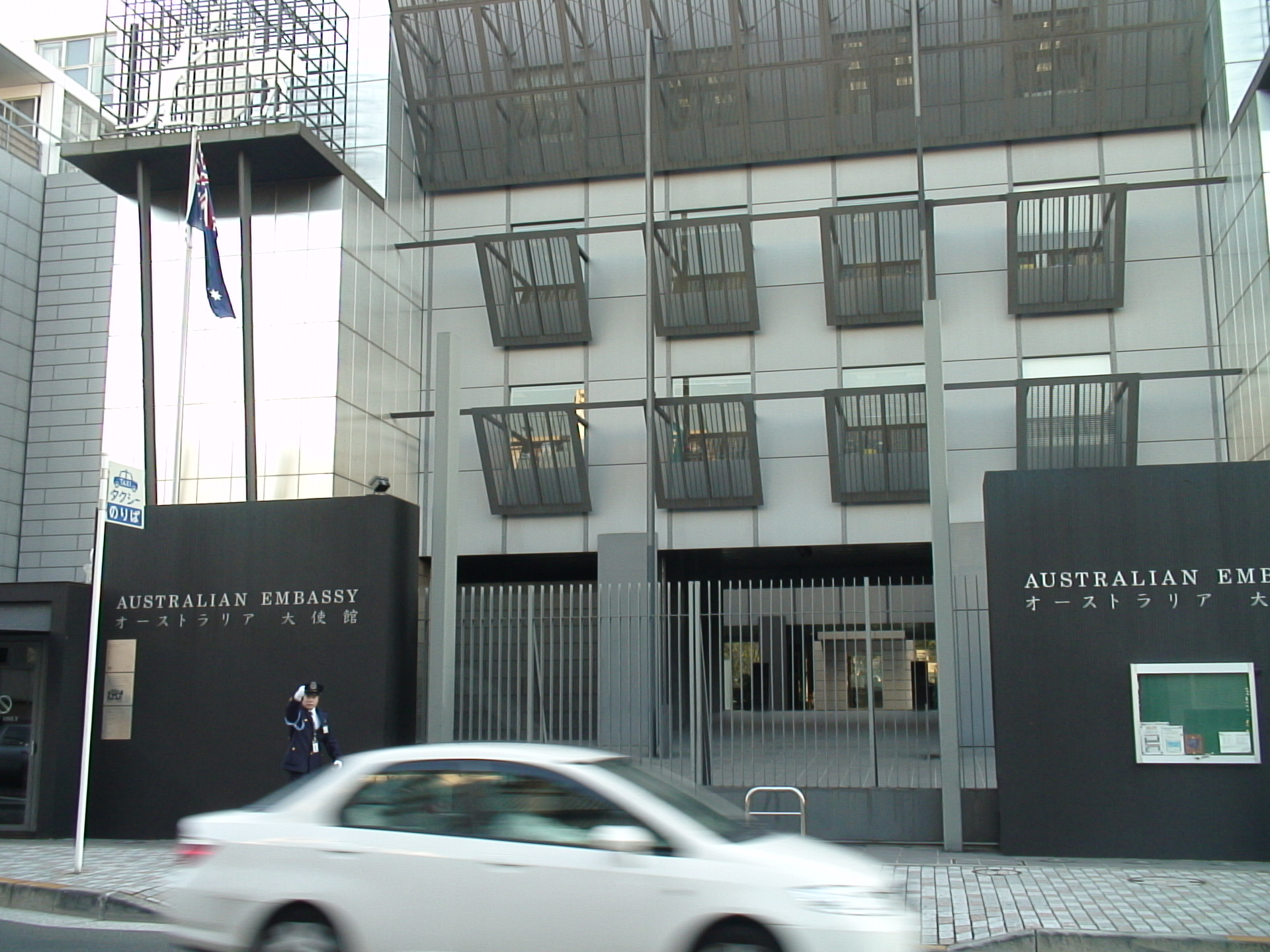
Посольство Австралии в Токио

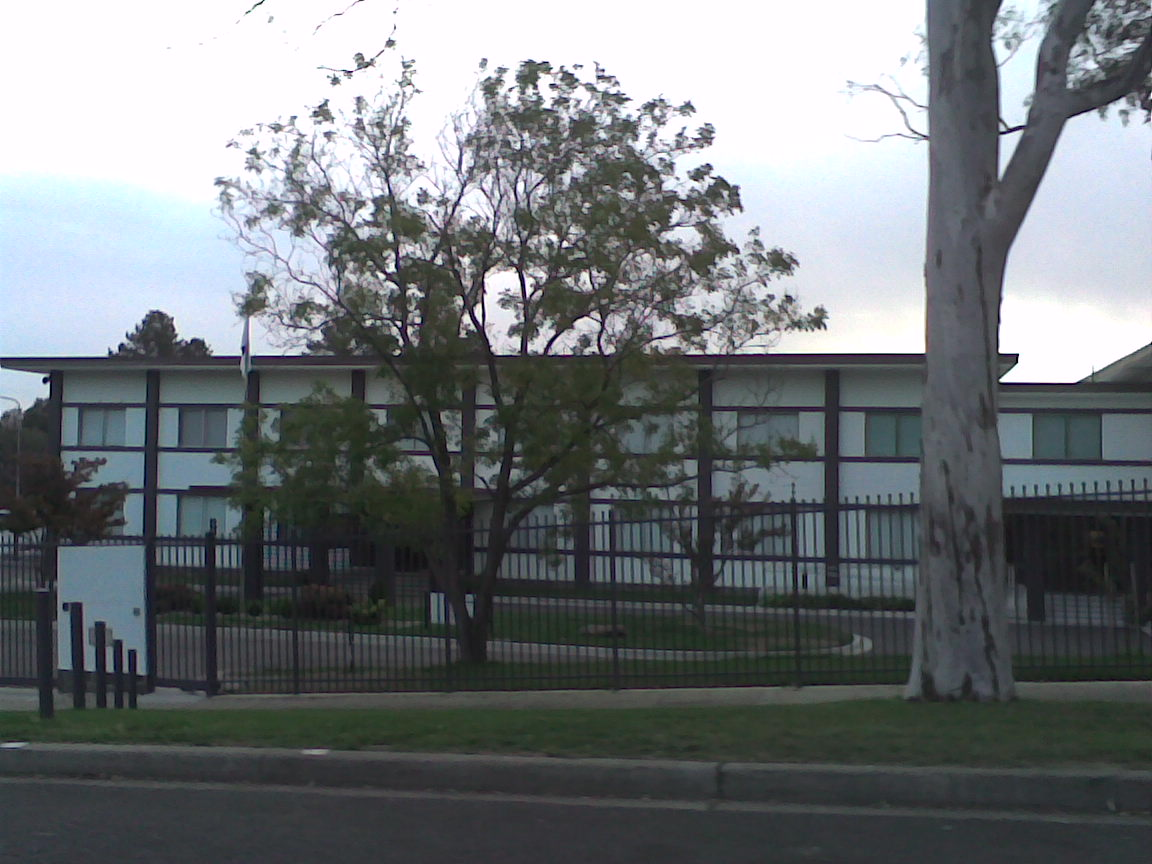
Посольство Японии в Канберре

Австралийско-японские отношения — двусторонние дипломатические отношения между Австралией и Японией.
В целом отношения между странами являются довольно хорошими, и с тех пор с годами они продолжали укрепляться, поскольку обе страны были сближены значительными и движимыми взаимными интересами. Япония является одним из основных экономических партнеров Австралии: для неё Япония — второй «крупнейший торговый партнер и источник капитальных вложений». В последнее время отношения расширились за пределы тесных экономических и коммерческих связей с другими сферами, включая культуру, туризм, оборону и научное сотрудничество.
На ранней стадии отношений, например, во время Второй мировой войны и предполагаемого экономического господства Японии в 1980-х и начале 1990-х годов, существовала некоторая напряжённость. Тем не менее, правительство Австралии и лидеры бизнеса считают Японию жизненно важным экспортным рынком и важным элементом будущего роста и процветания Австралии в Азиатско-Тихоокеанском регионе. Япония, со своей стороны, рассматривает Австралию как важного партнера, надёжного источника энергии, полезных ископаемых и других первичных продуктов, популярного туристического направления, полезного канала на Запад и единственной другой экономической державы среднего уровня в Азиатско-Тихоокеанском регионе. Бывший премьер-министр Австралии Тони Абботт назвал Японию самым близким другом Австралии в Азии и приступил к заключению Соглашения о свободной торговле между двумя странами. Австралия и Япония признают друг друга в качестве ключевых стратегических партнеров в Азиатско-Тихоокеанском регионе. Оба государства являются ключевыми союзниками США. Бывший министр обороны Мэрис Пейн назвала Японию «ключевым партнёром» в регионе, а бывший министр иностранных дел Японии Фумио Кисида назвал эти отношения стержнем безопасности.
Австралия имеет посольство в Токио, генеральные консульства в Осаке и Фукуоке, а также консульство в Саппоро. Япония также имеет посольство в Канберре, генеральные консульства в Сиднее, Мельбурне, Брисбене и Перте, а также консульство в Кэрнсе.

## История

### Колониальные и постфедерационные отношения между Австралией и Японской империей
Первый зарегистрированный импорт австралийского угля Японией произошёл в 1865 году, а первый зарегистрированный импорт австралийской шерсти из Японии произошёл в 1888 году. Известно, что первым японцем, поселившимся в Австралии, был купец, мигрировавший в Квинсленд в 1871 году. К моменту создания Австралийской федерации в 1901 году было подсчитано, что в Австралии было 4000 японских иммигрантов, в основном проживающих в районе Таунсвилла, где японское правительство в 1896 году открыло своё первое консульство. Иммигранты работали в основном в сфере производства сахарного тростника и морского судоходства, включая сбор черепах, трохусов, трепангов и жемчуга. Дальнейшая японская миграция в Австралию была фактически прекращена австралийским Законом об ограничении иммиграции 1901 года. Из-за этого консульство Таунсвилла закрылось в 1908 году.
В 1930—1931 годах Япония была «третьим по значимости торговым партнером Австралии». Однако экономические отношения продолжали процветать, и к середине 1930-х годов Япония стала вторым по величине экспортным рынком Австралии после Великобритании. Однако в 1936 году Великобритания оказала политическое давление на Австралию, чтобы ограничить импорт японских текстильных изделий, которые наносили ущерб британскому текстильному рынку в Австралии. Япония отреагировала на новые тарифы собственными торговыми барьерами. После того, как обе стороны осознали, что торговая война была непродуктивной, в 1937 году было достигнуто соглашение об ослаблении ограничений.
Признавая важность японских связей, Токио был второй столицей (после Вашингтона), где Австралия создала миссию, отдельную от посольства Великобритании.
Во время Второй мировой войны территория Австралии находилась под прямой угрозой японского вторжения. Японские войска атаковали Дарвин в Северной Австралии и Сидней-Харбор. В 1941 году этнические японцы в Австралии были интернированы, и в конце войны большинство из них было депортировано обратно в Японию. Австралийские силы играли активную боевую роль в боях на территории Юго-Восточной Азии и юго-западной части Тихого океана на театре Второй мировой войны. Наиболее заметными событиями войны между обеими сторонами были Битва за Кокоду и Сандаканские марши смерти (за которые в 2014 году премьер-министр Японии Синдзо Абэ выразил свои искренние соболезнования от имени японского народа парламенту Австралии). Австралийские войска также сыграли значительную роль в послевоенной оккупации Японии.

### В период оккупации

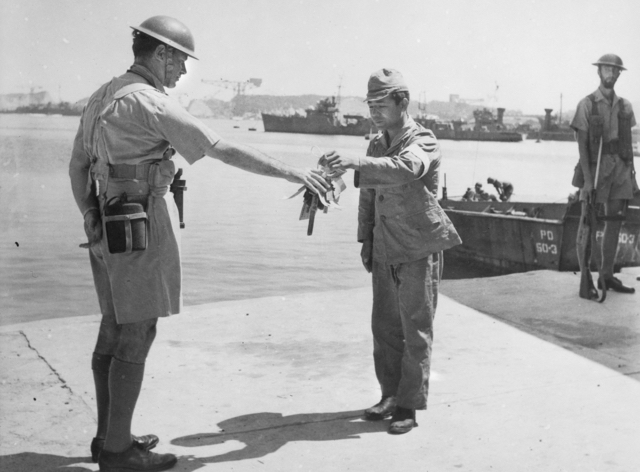
30 августа 1945 года. Военно- морская база Йокосука, Токийский залив. Командующий Юзо Танно передаёт ключи от военно-морской базы Йокосука капитану Герберту Джеймсу Бьюкенену из Королевского ВМФ Австралии. Бьюкенен возглавил первую партию Британского Содружества. сошедшую на берег в Японии

Впервые большое количество австралийцев побывало в Японии во время послевоенной оккупации Японии. Австралийцы были частью Оккупационных сил Британского Содружества. В них служили около 16 000 австралийцев. На протяжении всей своей истории у ОСБС был австралийский офицер. Австралийский вклад в силы составлял 4700 пехотинцев, 5300 человек базового персонала, 2200 человек из Королевских ВВС Австралии и 130 человек из австралийского госпиталя общего профиля. Королевский флот Австралии также присутствовал в составе Британского Тихоокеанского флота. Две трети периода оккупации Содружество было представлено исключительно австралийцами.

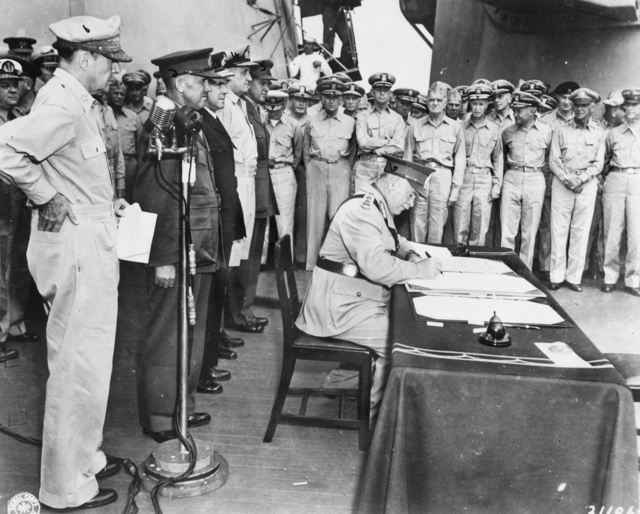
Генерал Блейми подписывает японский документ о капитуляции от имени Австралии

Австралия играла второстепенную роль в кампании Японии в последние месяцы войны и готовилась принять участие во вторжении в Японию в то время, когда война закончилась. Несколько австралийских военных кораблей работали с Британским Тихоокеанским флотом во время битвы за Окинаву, а австралийские эсминцы позже сопровождали британские авианосцы и линкоры во время атак на цели на японских островах. Несмотря на удалённость от Японии, Австралия была основной базой британского флота, и для его поддержки было построено большое количество объектов.
Участие Австралии в запланированном вторжении в Японию потребовало бы участия элементов всех трёх служб, сражающихся в составе сил Содружества. Планировалось сформировать новую 10-ю дивизию из существующего личного состава АИС, которая войдёт в состав Корпуса Содружества с британскими, канадскими и новозеландскими подразделениями. Корпус должен был быть идентичен организации корпуса армии США, и он должен был участвовать во вторжении на японский остров Хонсю, которое было запланировано на март 1946 года. Австралийские корабли должны были работать с БТФ и Тихоокеанским флотом США, а две эскадрильи тяжёлых бомбардировщиков и транспортная эскадрилья должны были быть передислоцированы из Великобритании на Окинаву, чтобы присоединиться к стратегической бомбардировке Японии в составе сил Tiger Force.
Генерал Блейми подписал Японский документ о капитуляции от имени Австралии во время церемонии, состоявшейся на борту USS Missouri 2 сентября 1945 года. После главной церемонии на борту корабля японские полевые командиры сдались союзным войскам на Тихоокеанском театре военных действий. Австралийские войска приняли капитуляцию своих японских противников на церемониях, проведённых в Моротае, нескольких местах на Борнео, Тиморе, Веваке, Рабауле, Бугенвиле и Науру.

### Послевоенные дипломатические отношения
Дипломатические отношения между Австралией и Японией были восстановлены в 1952 году после прекращения оккупации союзников. Харухико Ниши был назначен послом Японии в Австралии. В 1957 году премьер-министр Австралии Роберт Мензис посетил Японию с целью укрепления экономических и политических связей между двумя странами.
В 2006 году Австралия и Япония отметили тридцатую годовщину Основного договора о дружбе и сотрудничестве 1976 года. В совместном заявлении, опубликованном в марте 2006 года, министр иностранных дел Австралии Александер Даунер и министр иностранных дел Японии Таро Асо заявили о партнёрстве между Австралией и Японией, основанном на «общих демократических ценностях, взаимном уважении, глубокой дружбе и общих стратегических взглядах», чтобы быть «сильнее, чем когда-либо».
Ряд австралийских политиков были награждены Орденом Восходящего солнца — первой национальной наградой, награждённой японским правительством. Среди получателей — бывшие премьер-министры Австралии, такие как Эдмунд Бартон, Роберт Мензис, Джон Макьюэн, Мальколм Фрейзер, Боб Хоук и Джон Говард.
Австралия и Япония договорились совместно работать над реформированием ООН, включая обеспечение постоянного членства Японии в Совете Безопасности ООН, и укреплять различные региональные форумы, включая Азиатско-Тихоокеанское экономическое сотрудничество, Региональный форум АСЕАН иВосточноазиатский саммит.
В марте 2007 года Австралия и Япония подписали совместный пакт о безопасности. Сфера сотрудничества в сфере безопасности включает:
- Правоохранительные органы по борьбе с транснациональной преступностью, включая незаконный оборот наркотиков и прекурсоров, контрабанду и торговлю людьми, фальсификацию валюты и контрабанду оружия;
- Пограничная безопасность;
- Борьба с терроризмом;
- Разоружение и противодействие распространению оружия массового уничтожения и средств его доставки;
- Миротворческие операции;
- Обмен стратегическими оценками и соответствующей информацией;
- Морская и авиационная безопасность;
- Операции по оказанию гуманитарной помощи, в том числе при стихийных бедствиях;
- Планирование действий в чрезвычайных ситуациях, в том числе на случай пандемий.

С 2004 по 2006 год, во время развёртывания сил самообороны Японии с целью гуманитарной миссии и восстановлением в Ираке, австралийские подразделения помогали японским спецназовцам в защите японских баз.
Дипломатические отношения оказались под давлением из-за идеологических разногласий в отношении японской научной программы китобойного промысла. В мае 2010 года Австралия подала иск о запрете японской охоты на китов несмотря на то, что высшие австралийские официальные лица выразили мнение, что судебный иск, скорее всего, потерпит неудачу. Неоднократные просьбы Японии о том, чтобы Австралия прекратила поддержку жестоких атак Sea Shepherd, были отклонены. Хотя в 2013 году министр иностранных дел Джули Бишоп заявила во время дипломатической поездки в Японию, что правительство Австралии официально не поддерживает Sea Shepherd и опровергает их насильственные действия по прекращению китобойного промысла.
Ситуация изменилась в 2013 году, когда новое правительство Абботта назвало Японию «самым близким другом» Австралии в Азии. Это произошло тогда, когда премьер-министр Японии Синдзо Абэ посетил Австралию, чтобы заключить Соглашение об экономическом партнёрстве между Японией и Австралией и обсудить будущее отношений между Австралией и Японией. Абэ также стал первым премьер-министром Японии, выступившим в парламенте Австралии.
С приходом нового правительства в 2015 году премьер-министр Малькольм Тернбулл внёс несколько изменений в двусторонние отношения между Австралией и Японией. Они включали в себя небольшой откат по вопросам предложения модернизации Королевского австралийского флота в 2016 году (которое новое правительство в конечном итоге приняло по заявке Франции, что вызвало небольшой протест со стороны правительства Японии). Стоит отметить, что предыдущий премьер-министр Австралии Тони Абботт дал понять своему правительству, что предпочтение будет отдано японской заявке, а не французской и немецкой.
Однако Малкольм Тернбулл решил стимулировать ценности предыдущего правительства Эбботта к своему правительству, включив такие темы, как «самый близкий друг» в Азии. Это проявилось в расширении двусторонних связей в плане военного сотрудничества, торговли и культурной дружбы. В конце 2016 года Тернбулл посетил Токио и стал развивать тесные отношения с премьер-министром Синдзо Абэ, следуя примеру своего предшественника. Позже Абэ посетил Тернбулл в Сиднее в начале 2017 года во время поворота в Юго-Восточную Азию, где укрепились военные, торговые, культурные и спортивные связи. Обе стороны также обсудили спор вокруг Южно-Китайского моря, Северную Корею, и их беспокойство сотрудничать с их взаимным союзником — Соединёнными Штатами — и с их новой администрацией Дональда Трампа.

## Экономические отношения, миграция и туризм

### Торговля

Ежемесячная стоимость (в млн. австралийских долларов) товаров, импортированных из Японии в Австралию с 1988 года

Ежемесячная стоимость (в млн. австралийских долларов) товаров, экспортированных из Австралии в Японию с 1988 года

Торговля Австралии переместилась из других стран Содружества в Азию примерно в 1960-х и 1970-х годах. В частности, Япония стала ведущим торговым партнёром. В 1966—1967 годах Япония обогнала Великобританию, «став крупнейшим рынком для австралийского экспорта». Япония в настоящее время является вторым по величине экспортным рынком для Австралии (после Китая). Из-за этого у Австралии было положительное сальдо торгового баланса с Японией.
Австралия — преобладающий источник продуктов питания и сырья для Японии. В 1990 году на Австралию приходилось 5,4 % от общего объема японского импорта, и эта доля оставалась относительно стабильной в конце 1980-х годов. В 1990 году Австралия была крупнейшим поставщиком угля, железной руды, шерсти и сахара в Японию. Австралия также является поставщиком урана. К 1987 году японские инвестиции сделали Австралию крупнейшим источником японского регионального импорта. Запрет на американскую и канадскую говядину сделал Австралию крупнейшим поставщиком говядины в Японию.
Японский капитал привлекали проекты по освоению природных ресурсов в Австралии, а также торговый протекционизм, обусловивший необходимость местного производства для австралийского рынка. Инвестиции в Австралию в 1988 году составили 8,1 миллиарда долларов США, что составляет 4,4 % прямых инвестиций Японии за рубежом. Но из-за всё более широкого охвата иностранных инвестиций Японии эта доля снижалась с 5,9 % в 1980 году. В течение 1980-х годов японские инвестиции в недвижимость увеличились в Австралии, особенно в морской курортной зоне, известной как Голд-Кост, где японское присутствие было достаточно сильным, чтобы вызвать некоторое недовольство.
Поскольку Япония защищает своё сельское хозяйство, Австралия сталкивается с квотами, высокими тарифами и нормативными барьерами при экспорте сельскохозяйственной продукции, включая говядину, масло и яблоки, в Японию. Япония является «крупнейшим экспортным рынком говядины Австралии, в 2011 году на её долю пришлось 35,8 % всей отгруженной говядины».
В 2007 году начались переговоры о двустороннем соглашении о свободной торговле между Австралией и Японией.
Австралия продаёт необработанные минералы в Японию для получения больших доходов, в то время как Япония торгует такими технологиями, как телевизоры, компьютеры и автомобили. Япония является одним из ведущих поставщиков ряда промышленных товаров, импортируемых в Австралию: Япония была основным источником импорта автомобилей и мотоциклов в Австралию.

### Миграция
Согласно данным Австралийского бюро статистики за 2006 год, 40 968 австралийцев заявили о своём японском происхождении. По данным Министерства иностранных дел Японии, по состоянию на 30 июня 2017 года в Японии проживало около 9 900 австралийских граждан.

### Туризм
Япония разрешает безвизовый доступ австралийцам, и Австралия отвечает тем же: государство разрешает японцам подавать заявку на безвизовый доступ на срок до 3 месяцев.

## Образование
В 1980 году Австралия и Япония согласовали схему рабочего отпуска для молодых людей из обеих стран. Программа рабочего отпуска стала первой для Японии.